# Vätö socken
Vätö socken i Uppland ingick i Bro och Vätö skeppslag, ingår sedan 1971 i Norrtälje kommun och motsvarar från 2016 Vätö distrikt.
Socknens areal är 62,47 kvadratkilometer, varav 61,91 land.  År 2000 fanns här 1 103 invånare. Lidö herrgård, orterna Harg och Nysättra samt sockenkyrkan Vätö kyrka ligger i socknen.  

## Administrativ historik
Vätö socken bildades omkring 1330 genom en utbrytning ur Bro socken.
Vid kommunreformen 1862 övergick socknens ansvar för de kyrkliga frågorna till Vätö församling och för de borgerliga frågorna till Vätö landskommun. 1914 utbröts Björkö-Arholma församling och 1917 Björkö-Arholma landskommun, (Björkö-Arholma socken). Landskommunen inkorporerades 1952 i Lyhundra landskommun som 1971 uppgick i Norrtälje kommun. Församlingen uppgick 2010 i Roslagsbro-Vätö församling.
1 januari 2016 inrättades distriktet Vätö, med samma omfattning som församlingen hade 1999/2000.  
Socknen har tillhört län, fögderier, tingslag och domsagor enligt vad som beskrivs i artikeln Bro och Vätö skeppslag. De indelta soldaterna tillhörde Livregementets dragonkår, Roslags skvadron. De indelta båtsmännen tillhörde Södra Roslags 1:a båtsmanskompani.

## Geografi
Vätö socken ligger nordost om Norrtälje och omfattar ön Vätö, en del av fastlandet nordväst därom och fler öar i skärgården. Socknen är bergig och skogrik.
Bland öar kan nämnas Edsgarn, Käringö, Gyltan, Skabbö, Lidön, Tyvön och norra delen av Gisslingö, vars södra del tillhör Rådmansö socken. Längre ut mot havet ligger Håkanskär, Käringboskär och Vattungarna. Socknens södra gräns avslutas vid fyren Tjärven i Ålands hav. Socknens norra gräns går mitt i Havssvalget, norr om Skabbö och in mot land över Lidöfjärden och Björköfjärden och träffar fastlandet norr om Björhövda.
Vätö avgränsas mot fastlandet av Vätösundet. Vätö socken omfattar en del av fastlandet och här ligger bland andra orter Nysättra, Överlöpe och ovan nämnda Björhövda. På själva Vätö ligger Harg, Håknäs, Vatöhuvud och en mängd olika fritidsbyar.

## Fornlämningar
Från bronsåldern finns spridda gravrösen. Från järnåldern finns sex gravfält.

## Namnet
Namnet skrevs 1337 Vætu kommer frön önamnet och innehåller vät, 'pöl, träsk; grunt vatten som torkat ur' och kan syftat på grunda vikar.